# Histoire des tramways aux États-Unis

## Un moyen de transport presque universel (1895-1916)
Les tramways (Urbains et Interurbains) en janvier 1912 :
| État                 | Nombre de compagnies | Kilométrage total des voies | Nombre total de tramways (motrices + remorques) |
| -------------------- | -------------------- | --------------------------- | ----------------------------------------------- |
| Alabama              | 11                   | 482,2 km                    | 606                                             |
| Arizona              | 5                    | 92,5 km                     | 41                                              |
| Arkansas             | 9                    | 171,8 km                    | 247                                             |
| Californie           | 45                   | 3.621,2 km                  | 4.241                                           |
| Colorado             | 16                   | 723,8 km                    | 735                                             |
| Connecticut          | 10                   | 2.034,9 km                  | 2.841                                           |
| Delaware             | 6                    | 88,9 km                     | 87                                              |
| District of Columbia | 6                    | 502,1 km                    | 1.514                                           |
| Floride              | 7                    | 206,1 km                    | 239                                             |
| Géorgie              | 12                   | 660,1 km                    | 702                                             |
| Idaho                | 5                    | 141,6 km                    | 54                                              |
| Illinois             | 72                   | 5.251,9 km                  | 8.104                                           |
| Indiana              | 35                   | 3.613,4 km                  | 2.138                                           |
| Iowa                 | 27                   | 1.208,5 km                  | 1.436                                           |
| Kansas               | 15                   | 416,7 km                    | 370                                             |
| Kentucky             | 10                   | 739,1 km                    | 958                                             |
| Louisiane            | 8                    | 427,8 km                    | 728                                             |
| Maine                | 15                   | 827,8 km                    | 781                                             |
| Maryland             | 12                   | 1.148,3 km                  | 2.025                                           |
| Massachusetts        | 56                   | 5.549,8 km                  | 10.409                                          |
| Michigan             | 23                   | 2.403,9 km                  | 2.663                                           |
| Minnesota            | 10                   | 814,1 km                    | 1.000                                           |
| Mississippi          | 11                   | 186,8 km                    | 186                                             |
| Missouri             | 19                   | 1.738,7 km                  | 2.594                                           |
| Montana              | 7                    | 248,9 km                    | 166                                             |
| Nebraska             | 6                    | 390,2 km                    | 550                                             |
| Nevada               | 2                    | 16,6 km                     | 12                                              |
| New Hampshire        | 19                   | 429,8 km                    | 368                                             |
| New Jersey           | 50                   | 2.206,2 km                  | 2.874                                           |
| Nouveau-Mexique      | 3                    | 16,9 km                     | 11                                              |
| État de New York     | 139                  | 7.642,5 km                  | 17.342                                          |
| Caroline du Nord     | 13                   | 291,6 km                    | 251                                             |
| Dakota du Nord       | 3                    | 37,8 km                     | 59                                              |
| Ohio                 | 95                   | 6.514,7 km                  | 5.909                                           |
| Oklahoma             | 15                   | 373,1 km                    | 281                                             |
| Oregon               | 7                    | 643,4 km                    | 1.223                                           |
| Pennsylvanie         | 245                  | 6.959,5 km                  | 9.359                                           |
| Rhode Island         | 12                   | 705,5 km                    | 1.269                                           |
| Caroline du Sud      | 6                    | 190,2 km                    | 178                                             |
| Dakota du Sud        | 3                    | 32,2 km                     | 32                                              |
| Tennessee            | 13                   | 587,1 km                    | 868                                             |
| Texas                | 29                   | 1.034,1 km                  | 1.048                                           |
| Utah                 | 4                    | 388,3 km                    | 341                                             |
| Vermont              | 9                    | 163,7 km                    | 124                                             |
| Virginie             | 18                   | 734,1 km                    | 893                                             |
| Washington           | 19                   | 1.499,3 km                  | 1.947                                           |
| Virginie-Occidentale | 21                   | 662,7 km                    | 590                                             |
| Wisconsin            | 24                   | 1.159,4 km                  | 1.042                                           |
| Wyoming              | 2                    | 35,4 km                     | 22                                              |
| Total tous États     | 1.209                | 66.014,7 km                 | 91.457                                          |

## Les constructeurs
De 1831 à la construction des premières motrices P.C.C., les États-Unis d'Amérique peuvent être considérés, tant au niveau du design, de l'innovation et du nombre, comme les leaders mondiaux. Ci-après se trouve une liste des constructeurs plus ou moins connus, suivi de la ville où se trouvaient leurs ateliers et leurs principales productions 
- Abbott-Downing Company, Concord (New Hampshire)- Tramways hippomobiles (dans les années 1880)
- Allison & Sons, Philadelphie (Pennsylvanie) - Tramways hippomobiles (au XIXe siècle). Ce constructeur était principalement spécialisé dans les wagons marchandises de chemin de fer. À noter que J.G. Brill était un de ses employés jusqu'en 1868.
- American Car Company, Saint-Louis (Missouri)- Tramways électriques à partir de 1891. Rachetée en 1902 par J.G. Brill, les ateliers ferment en 1931.
- American Car and Foundry (ACF). Un des géants de l'industrie ferroviaire américaine, créé par la fusion de 13 compagnies en 1899 : intervint aussi bien comme fournisseur pour les chemins de fer, que pour les tramways urbains et interurbains. Fusionne avec Brill en 1944.
- Barber Car Company, York (Pennsylvanie). Conçue un tramway efficace et économique, à défaut d'être esthétique. (1908-1914)
- Barney & Smith, Dayton (Ohio). Créé en 1847, elle commence à produire des tramways dans les années 1890, ferme en 1923.
- Bethlehem Steel Company, Wilmington (Delaware). Créé en 1904 et spécialisé dans la construction de voitures et autorails pour le chemin de fer. Il sera le constructeur en 1935 des rames articulées du Key System.
- Bowers, Dure & Company, Wilmington (Delaware). Tramways hippomobiles (de 1871 aux années 1880).
- Briggs Car Company, Amesbury (Massachusetts). Tramways électriques de 1890 à 1903.
- J.G. Brill Company, Philadelphie (Pennsylvanie). Créé en 1869, il devint l'un des plus grands constructeurs mondiaux. Tramways hippomobiles, à traction par câbles, électriques (urbains et interurbains), Trolleybus. Ses trucks (bogies) seront distribués dans le monde entier. Ouvrira un atelier en France en 1908, à Gallardon. Rachète American Car en 1902, G.C. Kuhlman Car et John Stephenson Car en 1904, Wason Manufacturing en 1906, Danville Car en 1908. Dans les années 1930, la firme souffre de la dépression économique et son exclusion du concept P.C.C. auront raison de la compagnie qui fusionne avec ACF en 1944.
- Brooklyn & New York Railway Supply Company, Elisabeth (New Jersey). Provient de la fusion de Lewis & Fowler et de James A. Trimble. Construisit des tramways pour Brooklyn de 1895 à 1897.
- Brownell Car Company, Saint Louis (Missouri). Créé en 1857, construit des tramways hippomobiles, à câble, électriques. Rachetée en 1902 par l'American Car Company.
- Calumet Car Company, Calumet (Illinois). Tramways électriques de la fin des années 1880 jusqu'à 1900.
- Carlisle Car & Manufacturing Company, Carlisle (Pennsylvania). Tramways électriques de 1889 à 1900.
- Carter Brothers, Sausalito (California). Tramways hippomobiles, à câble et électriques de 1886 à 1897.
- Casebolt & Van Gulpin, San Francisco (Californie). Tramways hippomobiles à partir de 1857 et à traction par câble en 1875 et 1876.
- Cincinnati Car Company, Cincinnati. Un des principaux constructeurs de tramways électriques (urbains et interurbains), de rames de métros de 1902 à 1931.
- Columbia Car & Tool Works, Portland (Oregon). Tramways électriques (urbains et interurbains) à partir des années 1890.
- Convertible Car & Manufacturing, Chicago (Illinois). Tramways électriques de 1893 à 1896.
- Cortland Carriage Works, Cortland (New York). Tramways hippomobiles et électriques à partir de 1890.
- Cummings Car & Coach Company, Paris (Illinois). Successeur de McGuire-Cummings, produit des tramways électriques et des motrices chasse-neiges de 1925 à 1930.
- Danville Car Company, Danville (Illinois). Tramways électriques (urbains et suburbains) à partir de 1900. Rachetée en 1908 par Brill.
- Eaton, Gilbert & Company, Troy (New York). Tramways hippomobiles. Firme dissoute dès 1862.
- Ellis Car Company, Amesbury (Massachusetts). Tramways hippomobiles et électriques de 1889 à 1894. La firme disparaaît après un incendie.
- Federal Storage Battery Car Company, Silver Lake (New Jersey). Firme fondée par Thomas Edison pour Construire des tramways à accumulateurs en 1912.
- Feigel Car Company, Brooklyn (New York). Tramways hippomobiles et électriques de 1870 à 1894.
- Fitzgerald Car Company, San José (Californie). Tramways hippomobiles et électriques de 1890 à 1900.
- J.W. Fowler, Elisabeth (New Jersey). Tramways électriques de 1893 à 1895. Fusionne dans la Brooklyn & New York Railway Supply Company.
- Benjamin French, Concord (New Hampshire). Tramways électriques dans les années 1890.
- General Electric Company, Schenectady (New York). Fondée par la fusion en 1892 d'Edison General Electric Company et de la Thomson Houston Company. Un des deux principaux constructeurs d'équipements électriques et de moteurs pour tramways. Construisit également de nombreuses locomotives électriques pour les interurbains et les chemins de fer.
- Gilbert, Bush & Company, Troy (New York). Succède à Eaton, Gilbert & Company en 1862. Devient Gilbert Car Manufacturing en 1882. Tramways hippomobiles et électriques. Abandonne le métier en 1895.
- J.S. Hammond, San Francisco (Californie). Tramways hippomobiles, à câble et électriques de 1883 à 1907.
- Hand Manufacturing Company, Portland (Oregon). Tramways électriques de 1892 à 1900.
- Harlan & Hollingsworth, Wilmington (Delaware). Tramways électriques (urbains et interurbains). Construit également des voitures et des wagons pour les chemins de fer, ainsi que des bateaux. Acquise en 1905 par la Bethlehem Steel Company.
- Hicks Car & Locomotive Works, Chicago (Illinois). Tramways Interurbains de 1890 à 1910.
- Holman Car Company, San Francisco (Californie). Tramways à câble et électriques de 1883 à 1913.
- Indianapolis Car Company, Indianapolis (Indiana). Tramways électriques à partir de 1895. Acquise par American Car & Foundry en 1905.
- Ingler & Atkinson, Oakland (Californie). Tramways électriques de 1890 à 1896.
- Jackson & Sharp, Wilmington (Delaware). Tramways hippomobiles puis électriques, à partir de 1863.Acquise par American Car & Foundry en 1901.
- Jewett Car Company, Jewett puis Newark (Ohio). Tramways hippomobiles et électriques (urbains et interurbains) de 1894 à 1918.
- J.M. Jones Car Company, Watervliet (New York) et Troy (New York). Tramways hippomobiles et électriques de 1864 (1874 pour l'usine de Troy) à 1912.
- Kimball Manufacturing Company, San Francisco (Californie). Tramways hippomobiles et à câble dans les années 1880.
- G.C. Kuhlman Car Company, Cleveland (Ohio). Tramways électriques (urbains et interurbains). Rachetée en 1904 par J.G. Brill, les ateliers ferment en 1931.
- Laclede Car Company, Saint Louis (Missouri). Tramways hippomobiles, à câble et électriques de 1883 à 1903. Firme acquise par Saint Louis Car.
- Laconia Car Company, Laconia (New Hampshire). Tramways hippomobiles et électriques (urbains et interurbains)de 1881 à 1928.
- Lamokin Car Works, Chester (Pennsylvania). Tramways électriques de 1890 à 1896.
- Lewis & Fowler Girder Rail Company, Brooklyn (New York). Tramways hippomobiles de 1889 à 1895. Fusionne dans la Brooklyn & New York Railway Supply Company.
- Lightweight Noiseless Electric Streetcar Company, Chicago (Illinois). Tramways électriques de 1924 à 1927.
- Massachusetts Car Company, South Ashburnham (Massachusetts). Tramways électriques pour une courte période à partir de 1895.
- McGuire-Cummings Manufacturing Company, Chicago & Paris (Illinois). Tramways électriques (urbains et interurbains) de 1904 à 1925.
- McGuire Manufacturing Company, Chicago (Illinois). Prédécesseur de la précédente firme. Commence par produire des trucks pour tramways vers 1880 et étend progressivement sa production vers des tramways électriques, ainsi que des voitures voyageurs et des wagons marchandises pour les chemins de fer.
- Meister Iron Works, Sacramento (California). Tramways hippomobiles, autorails et un tramway électrique (pour San Francisco) de 1880 à 1920 environ.
- Moran Shipbuilding Company, Seattle (Washington). Tramways électriques et wagons pour interurbains de 1910 à 1920.
- C.D. Morse Car Manufacturing Company, Millbury (Massachusetts). Tramways électriques en 1893-4.
- Newburyport Car Manufacturing Company, Newburyport (Massachusetts). Tramways hippomobiles et électriques de 1887 à 1905.
- Newcastle Car Manufacturing Company, Newcastle (Pennsylvania). Tramways électriques dans années 1890.
- Niles Car Company, Niles (Ohio). Tramways électriques (urbains et interurbains) de 1901 à 1917.
- Northern Car Company, Chicago (Illinois). Tramways électriques de 1889 à 1895.
- O'Brien & Sons, San Francisco (California). Tramways hippomobiles, à câble et électriques de 1880 au milieu des années 1890.
- Ohio Falls Car Manufacturing Company, Jeffersonville (Indiana). Tramways électriques. Fusion en 1899 dans American Car & Foundry.
- Osgood Bradley, Worcester (Massachusetts). Firme établie en 1820, comme constructeurs de wagons (pour les chemins de fer et routiers). Produisit une grande variété d'équipements, y compris, nombre de tramways électriques.
- Pressed Steel Car Company, Pittsburgh (Pennsylvania). Firme établie en 1899, spécialisée en wagons de marchandises jusqu'en 1906, elle produisit également des tramways électriques.
- Pullman Car Company, Chicago (Illinois). Le célèbre constructeur de voitures-lits commença en 1891 à produire avec succès des tramways électriques. Il sera l'un des deux principaux constructeurs de motrices P.C.C.
- Racine Wagon-Carriage Company, Racine (Wisconsin). Tramways électriques de 1900 à 1907.
- Rholfs & Schroder, Seattle (Washington). tramways à câble et électriques avant 1900.
- Robinson & Moan, Waterloo (Iowa). tramways hippomobiles de 1885 à 1889.
- St Charles Car Company, St Charles (Missouri). Tramways hippomobiles et électriques à partir de 1873. Fusion en 1899 dans American Car & Foundry.
- St Louis Car Company, St Louis (Missouri). Avec Brill, il est un des deux leaders américains. Fondée en 1887, il passera le cap des années 1940 grâce à son implication dans la construction de motrices P.C.C. et construira ensuite des rames de métro.
- Southern Car Company, High Point (North Carolina). Successeur de Briggs. Tramways électriques (urbains et interurbains) de 1904 à 1917.
- Sprague Electric Railway and Motor Company, New York City. La firme de Frank J. Sprague, le père de la traction électrique, établira avec succès la première ligne de tramway électrique à Richmond (Virginia). Absorbée en 1889 par Edison General Electric.
- Standard Steel Car Company, Butler (Pennsylvanie) et Hammond (Indiana). Fondée en 1902. Tramways électriques (urbains et interurbains), ainsi que tous types de véhicules pour les chemins de fer. Rachetée par Pullman en 1930.
- John Stephenson Company, New York. Le premier constructeur mondial de tramway en 1831. La firme sera pendant tout le XIXe siècle, le leader mondial des constructeurs de tramways. S'établit à Linden (New Jersey) en 1898 et est rachetée par J.G. Brill en 1904.
- Stockton Combine Harvester & Agricultural Works, Stockton (California). Tramways hippomobiles et électriques de 1888 à 1896.
- Perley A. Thomas Car Works, High Point (North Carolina). Tramways électriques de 1917 à 1930.
- James A. Trimble Company, Elizabeth (New Jersey). Tramways à câble et électriques de 1892 à 1895. Fusionne dans la Brooklyn & New York Railway Supply Company.
- Twin Coach Company, Kent (Ohio). Tramways électriques de 1927 au début des années 1930.
- Versare Car Company, Watervliet (New York). Tramways électriques. Fusionne en 1928 avec Cincinnati Car Company.
- Vulcan Iron Works, San Francisco (California). Tramways hippomobiles de 1862 au début des années 1870.
- Wason Manufacturing Company, Springfield puis Brightwood (Massachusetts). Tramways hippomobiles et électriques. Rachetée en 1906 par J.G. Brill.
- Wells & French, Chicago (Illinois). Tramways hippomobiles et électriques. Fusion en 1899 dans American Car & Foundry.
- Westinghouse Electric Corporation, Pittsburgh (Pennsylvania). Moteurs et équipements électriques depuis 1886.
- Andrew Wight, Saint-Louis (Missouri). Tramways hippomobiles de 1879 à 1885.
- Woeber Brothers Carriage Company, Denver (Colorado). Tramways hippomobiles et électriques de 1880 à 1920.